# Macrotylus quadrilineatus
Macrotylus quadrilineatus är en insektsart som först beskrevs av Franz Paula von Schrank 1785.  Macrotylus quadrilineatus ingår i släktet Macrotylus och familjen ängsskinnbaggar. Inga underarter finns listade i Catalogue of Life.

## Bildgalleri

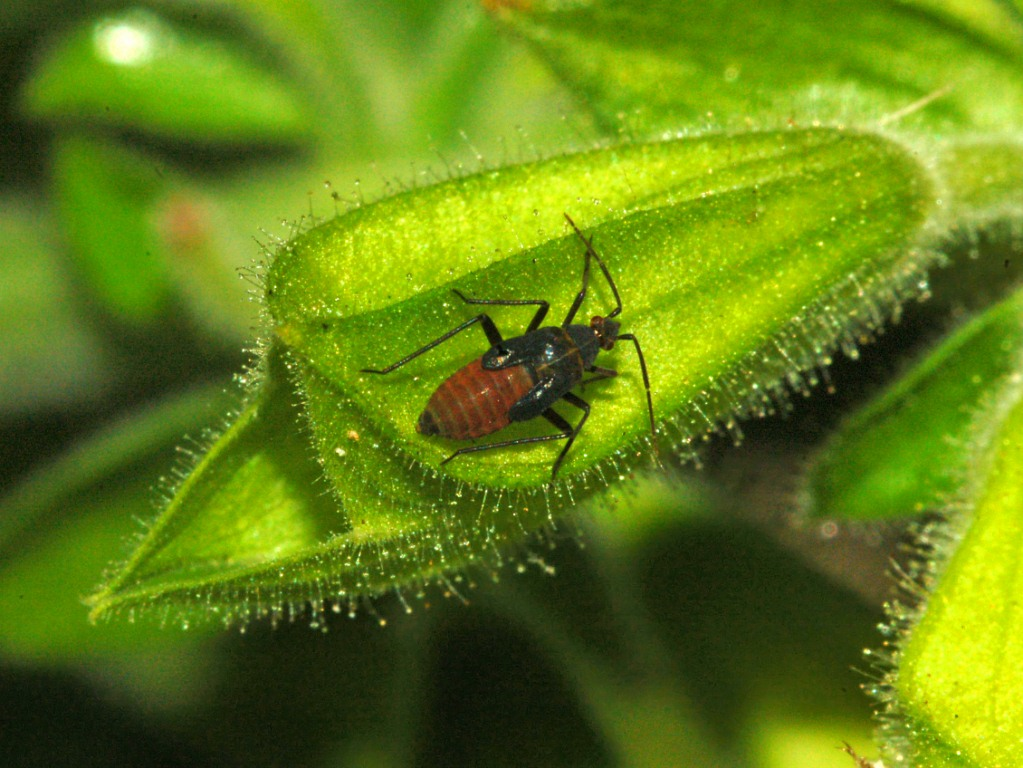